# Шуба, Михаил Фёдорович
Михаил Федорович Шуба (30 октября 1928, Сасово, Подкарпатская Русь, Чехословакия — 21 марта 2007, Киев, Украина) — советский биофизик, доктор медицинских наук, профессор, академик АН УССР (с 18 мая 1990 года), дважды лауреат Государственной премии Украины в области науки и техники (1992 и 2003 годы), заведующий отдела нервно-мышечной физиологии Института физиологии имени А. А. Богомольца НАН Украины, заведующий и профессор кафедры биофизики Киевского университета имени Т. Г. Шевченко, основатель и первый президент Украинского биофизического общества, основатель всемирно известной научной школы по исследованию физиологии и биофизики гладких мышц.

## Биография

### Детство и семья (1928—1945)
Родился 30 октября 1928 года в селе Сасове (теперь в Королёвской поселковой общине Береговского района Закарпатской области Украины) в семье зажиточных крестьян. Отец Федор (Ференц) Федорович Шуба и мать Анна Васильевна имели 4 детей: Стефана (Иштвана), Михаила, Василия (Лоци), Маричку (Маришку). Степан учился в духовной семинарии, затем работал школьным учителем, затем — заведующим областного отдела народного образования. Племянником первой жены Михаила был известный футболист Стефан Решко.

### Обучение (1946—1954)
По традиции в закарпатских селах только старшего сына в семье отправляли учиться в город, поскольку обучение стоило денег, а младшие наследовали землю. Однако приход советской власти на Закарпатье в 1945 году привел к «раскулачиванию» Федора Шубы. У семьи забрали не только землю, но и скот, сельхозинвентарь и даже хлев. Из-за этого Михаил решил учиться. За 1946-47 учебный год он сдал экстерном экзамены за 8-9 классы и поступил в 10 класс Чернотисовськой средней школы. В 1948 году Михаил окончил школу почти на отлично, а к тому же стал чемпионом Виноградовского района по шахматам.
В том же году он поступил в биологического факультета Ужгородского государственного университета. Среди его однокурсников были будущий ботаник Владимир Чопик и будущая жена Шуба Елизавета Семеновна. Михаил специализировался на кафедре зоологии под руководством известного зоолога Ильи Колюшева, который высоко ценил способного студента. Из-за «кулацкого» происхождения ему не дали жить в общежитии, приходилось снимать комнату за небольшую стипендию, также не приняли в комсомол. В 1953 году Шуба с отличием окончил университет, однако направление в аспирантуру не получил из-за того же происхождения. Пришлось год работать учителем биологии в средней школе села Ставное. Туда же направили по распределению однокурсницу Михаила Елизавету, с которой они вскоре поженились, несмотря на некоторое сопротивление родителей.

### Начало научной работы в Киеве (1954—1967)
В 1954 году Михаил пытался поступить в аспирантуру Киевского университета, но его документы не приняли из-за очередной донос относительно отца-кулака. Но по рекомендации заведующего кафедрой физиологии Андрея Емченко Шуба поступил в аспирантуру в Института физиологии имени А. А. Богомольца АН УССР в отдел физиологии кровообращения и дыхания. В этом институте Михаил Шуба работал всю жизнь. В 1958 году защитил кандидатскую диссертацию на тему «Характеристика состояния сосудодвигательного центра при нарушении сосудистого тонуса», посвященную нервной регуляции сокращения мышц кровеносных сосудов. Руководителем этой работы был академик АМН СССР Николай Горев.
В 1955 году в семье родился сын Ярослав. Поскольку жилищные условия молодой семьи были тяжелыми (семья жила в маленькой комнатке в деревянном бараке на улице Коломоевской), поэтому большую часть времени Михаил пытался отправлять сына к родителям жены, которые жили в селе Ключарки возле Мукачево. В доме не было даже ванной комнаты, поэтому мыться ходили к двоюродному брату Михаилу Николаю Бидзиле. Лишь в 1963 году Шубы получили приличную квартиру в районе Нивки.
После защиты Шуба перешел на постоянную работу в лаборатории электрофизиологии, которую возглавлял академик Даниил Воронцов, который только что перешел в Институт из Киевского университета. Воронцов поручил Шубе исследовать проблему электрофизиологических свойств гладких мышц. Михаил (вместе со студентом Дмитрием Артеменко) модифицировал метод " по Стемпфли для электрофизиологического исследования многоклеточных препаратов. Благодаря этому методу удалось показать, что отдельные миоциты имеют электрические связи между собой. Совместно со своим учителем в 1966 опубликовал монографию: «Физический электротон нервов и мышц».
Академик Воронцов относился к Шубе с уважением, называл своим любимым учеником. 1963 года незадолго до смерти он за символическую цену продал Михаилу свою «Волгу». Во время своего путешествия по Закарпатью посетил родителей Михаила и Елизаветы.

### Научный центр по исследованию гладких мышц (1967—1984)
В 1967 году Шуба защитил докторскую диссертацию на тему «Электрофизиологические свойства гладких мышц», после чего был избран руководителем отдела биофизики кровообращения. В отделе сразу создалось 2 группы: с биофизики гладких мышц сосудов и гемодинамики и кардиодинамики. Такое сосуществование продолжалось недолго, и уже в 1969 году по инициативе Михаила Шубы был создан отдельный отдел нервно-мышечной физиологии, который он и возглавлял до конца жизни. Благодаря помощи директора Института физиологии Платона Костюка вновь созданный отдел наладил многолетнее сотрудничество с Институтом биоорганической химии им. М. М. Шемякина АН СССР, что позволило его сотрудникам иметь постоянное нахождение новых биологически активных соединений: блокаторов и активаторов работы мышц.
В 1967 и 1968 годах Шуба ездил на автомобиле в Югославию по приглашению коллеги Властимира Савича, который до того работал в киевской лаборатории.
В 1970 года у Шубы родился второй ребёнок — дочь Леся.
Работы отдела Шубы из электрофизиологических свойств гладких мышц, возбуждающего действия ацетилхолина и тормозного влияния норадреналина были замечены за пределами СССР. В 1973-1974 годах Михаил Федорович по приглашению британской исследовательницы и видного специалиста по мышечной физиологии Эдит Бюльбринг на протяжении года работал в Оксфордском университете в Англии. Разрешение на командировку в капиталистическую страну сыну кулака снова пришлось добывать с препятствиями, в этом помог опять академик Костюк. О командировке Шубы статью опубликовал советский журнал «Огонек».
После возвращения из Британии Михаил Федорович поставил задачу превратить свой отдел в один из мировых центров исследования гладких мышц. Для этого он организовал и провел в Киеве международный симпозиум. В 1974 году в СССР впервые собрались все виднейшие исследователи гладкой мускулатуры на симпозиуме «Физиология гладких мышц». Сборник докладов этой конференции был издан за редакцией Эдит Бюлбринг и Михаила Шубы и стал итогом 30 лет исследования гладких мышц. Уже в независимой Украине Шуба провел второй международный форум «Физиология и биофизика гладких мышц» 2003 года, который совпал с 75-летием ученого.
Командировки в Британию и киевский симпозиум предоставили толчок к развитию международных связей отдела Шубы. В сентябре 1982 года Михаил Федорович принимал участие в Международном симпозиуме по физиологии и фармакологии гладких мышц в Варне, Болгария. 1983 года его сотрудница Ирина Владимирова 6 месяцев работала в Лондоне с австралийским физиологом Джеффри Бернстоком.
В 1977 году после тяжелой болезни умерла первая жена Михаила Шубы Елизавета. Шуба остался один с маленькой дочкой. Позже он женился на своей второй женой — Тамаре.

### Преподаватель и общественный деятель (1984—1992)
На протяжении многих лет читал курсы лекций по биофизике в Киевском национальном университете имени Тараса Шевченко. С 1984 по 1995 год был приглашен и избран заведующим кафедрой биофизики. Во время работы в Университете стал основателем «клуба профессоров», который был неформальным объединением старших преподавателей.
В 1980-е годы отдел Шубы перешел от изучения многоклеточных препаратов к анализу отдельных миоцитов с помощью метода фиксации потенциала «patch-clamp».
В конце 1980-х стал основателем и первым председателем институтской организации Общества украинского языка им. Т. Г. Шевченко «Просвита».
В 1990 году читал лекции в Нью-Йоркском университете. 18 мая того же года избран академиком НАН Украины по специальности «биофизика».

### В независимой Украине (1992—2007)
Михаил Шуба был одним из организаторов и был избран первым президентом Украинского биофизического общества, которое возглавлял с 1993 до 1998 года. В 1990-х годах осуществлял научные визиты в США (1994) и Бразилии. Продолжал сотрудничество с британскими биофизиками с Медицинского факультета Св. Георгия Лондонского университета, что позволило получить общие гранты, в частности купить в отдел конфокальный микроскоп.
Шуба работал ответственным секретарем Украинского физиологического общества, возглавлял экспертный научный совет ВАК Украины, был награждён почетным знаком «Отличник образования Украины».
Михаил Шуба умер 21 марта 2007 года. Похоронен в Киеве на Байковом кладбище (участок № 33).

### Дети
Сын Ярослав стал профессором, доктором биологических наук, специалистом по биофизике ионных каналов. Дочь Леся окончила медицинский институт, работает врачом в больнице города Галифакс, Канада.

## Научная деятельность
Михаил Шуба создал уникальную в СССР и одну из немногих на то время в мире научную школу по исследованию физиологии гладких мышц. Большинство исследований, которые выполнялись в его лаборатории, были первыми в мире.
Впервые в мире показал, что отдельные миоциты гладких мышц связаны между собой электрически контактами с низким сопротивлением. Позже было подтверждено, что миоциты образуют электрический синцитий.
Впервые в мире сотрудники Шубы описали кальциевые токи в мембране гладкомышечных клеток.
Впервые описал действие активного вещества из яда пчелы, блокатора калиевых каналов апамина на синаптическую передачу в гладких мышцах желудочно-кишечного тракта. Под его руководством были проведены работы с выяснения роли кальциевого депо эндоплазматического ретикулума, мускариновых холинорецепторов в миоцитах.
Создал оригинальную концепцию природы сосудистого тонуса, подчеркивал важность калиевых каналов в поддержании функции миоцитов сосудов. Вместе со своим учеником Александром Жолосом показал, что сокращение миоцита происходит не столько благодаря ионам кальция, поступающих в клетку извне через потенциал-зависимые кальциевые каналы, сколько кальция из кальциевого депо проходит через рианодиновые рецепторы.
Изучал также механизмы действия катехоламинов на различные типы гладких мышц.
Автор более трех сотен научных статей, монографий, учебников и методических рекомендаций. Был участником и руководителем многих международных симпозиумов, конференций, семинаров в ФРГ, Голландии, Англии, США, Чехословакии, Бразилии и других странах мира.
Под его руководством выполнено 10 докторских и около 30 кандидатских диссертаций. Ученики Михаила Шубы заведуют лабораториями в Великобритании, Германии, США, Украине.

## Память
В честь 80-летия Шубы в октябре 2008 года в Институте физиологии были проведены Первые научные чтения по актуальным проблемам физиологии и биофизики гладких мышц. Вторые подобные чтения состоялись там же в 2013 году в честь 85-летия академика. С научными докладами выступили украинские и зарубежные ученые в области исследования гладких мышц, в частности Томас Болтон (Великобритания) и Колин Николс (США).